# 吉打副葉鰺
吉打副葉鰺，俗稱甘仔魚，為輻鰭魚綱鱸形目鱸亞目鰺科的其中一種，是一種分佈廣泛的魚類，從印度洋到西太平洋的礁區與近海沿岸都可見其蹤跡，常聚集成群游動，以蝦子、水蚤為主食。

## 分類及命名
最早由瑞典自然學家彼得·福斯科爾首先從1775年在紅海收集的標本中科學地描述本種，他將本物種命名為Scomber djedaba，並歸類其鯖屬中，因為鰺科（Carangidae）尚未建立。自那以後，許多分類學家試圖將這一物種重新分類為一個更為簡約的屬，並提出了許多種類，包括Selar，Caranx和Atule。目前公認的Alepes djedaba名稱是由Gushiken在對日本鰺科的廣泛審查中提出的，確定了與Alepes相關的一些形態特徵。

## 特徵
本魚體呈長橢圓形且側扁，眼瞼有大量脂性，體背為藍綠色，腹部屬於銀白，鰓蓋後緣上方有一黑斑，再上去還有一白點，尾鰭通常是醒目的黃色，特別是在新鮮時，背鰭硬棘9枚；背鰭軟條22-25枚；臀鰭硬棘3枚；臀鰭軟條18-20枚，體長可達40公分。

## 生態
細尾副葉鰺是一種會進行季節性洄游的魚類，根據印度的資料顯示，在每年9月至隔年5月會在馬德拉斯海域捕食，然後遷移至其他地方產卵。隨著年齡的成長，食性也會跟著改變，老成魚喜愛魚類幼魚、十足類、介形蟲、片腳類動物和枝角類等甲殼類動物為食，體長範圍為15-20公分和24-31公分的魚類表現偏好魚類幼魚，而長度範圍為20-23公分的魚類則主要以介形蟲和其他甲殼類動物為食。

## 經濟利用
可做為食用魚及遊釣魚。

## 擴展閱讀
維基物種上的相關：細尾副葉鰺
1. ↑  Lin, Pai-Lei; Shao, Kwang-Tsao. . Zoological Studies. 2 April 1999, 38 (1): 33–68. （原始内容存档于2012-02-29）.
2. ↑  Gushiken, S. . Galaxea, Publications of the Sesoko Marine Sciences Center of the University of Ryukyus. 1983, 2: 135–264.